# Acid gluconic
Acidul gluconic este un compus organic cu formula moleculară C6H12O7. Acidul gluconic este produsul oxidării glucozei, reacție catalizată de enzima glucozoxidază:

C
6H
12O
6 + H
2O + O
2 → C
6H
12O
7 + H
2O
2

## Structură chimică
Structura chimică a acidului gluconic constă dintr-o catenă cu șase atomi de carbon, cu cinci grupe hidroxil poziționate în același mod ca în forma oxo a glucozei, terminându-se cu o grupă carboxil. În soluție apoasă, acidul gluconic există în echilibru cu esterul ciclic glucono-δ-lactonă.

## Proprietăți fizico-chimice

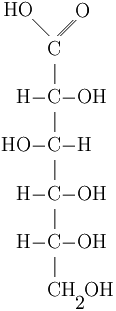
Moleculă de acid gluconic (reprezentare chimică)

Acidul gluconic este un acid organic slab, necoroziv, nevolatil și netoxic. Acesta oferă un gust acru revigorant multor alimente precum vinul, sucurile de fructe etc. Soluția concentrată de acid gluconic conține anumite structuri lactonice (ester ciclic neutru) care prezintă proprietate antiseptică.

## Metode de obținere
Acidul gluconic este produs din glucoză printr-o simplă reacție de dehidrogenare catalizată de glucozoxidază. Oxidarea grupei aldehidice la C1 al β-D-glucozei în grupă carboxilică rezultă în producerea de glucono-δ-lactonă (C6H10O6) și peroxid de hidrogen. Glucono-δ-lactona este hidrolizată în continuare la acid gluconic fie spontan, fie cu ajutorul enzimei lacton hidrolază, în timp ce peroxidul de hidrogen este descompus în apă și oxigen de către peroxidază. Procesul de conversie ar putea fi, de asemenea, pur chimic, dar cea mai frecvent implicată metodă este procesul de fermentare. Procesul enzimatic ar putea fi condus, în cazul în care conversia are loc în absența celulelor, cu glucozoxidază și catalază derivate din Aspergillus niger. Aproape 100% din glucoză este transformată în acid gluconic în condițiile corespunzătoare.

## Răspândire în natură
Acidul gluconic se găsește în mod natural în fructe, miere și vin. Acidul gluconic este produs de diverse bacterii, cum ar fi speciile de Acetobacter, și de diverși fungi, printre care Aspergillus niger și Penicillium purpurogenum var. rubrisclerotium.

## Utilizări
În industria alimentară, acidul gluconic este utilizat ca acidulant în praful de copt, pâine, brânză, mezeluri și alte alimente. În industria farmaceutică, este utilizat pentru prepararea gluconatului de calciu, care este utilizat în tratarea și prevenția hipocalcemiei. În plus, unele antibiotice, cum ar fi tetraciclina, sunt formulate cu gluconați pentru a le mări stabilitatea și a reduce toxicitatea.
Soluția apoasă de acid gluconic conține structura esterului ciclic glucono-δ-lactonă, care chelează ionii metalici și formează complexe foarte stabile. În soluție alcalină, acest agent prezintă puternice activități de chelare față de anioni precum calciul, fierul, aluminiul, cuprul și alte metale grele. De asemenea, acidul gluconic este un agent de sechestrare. Acesta este încorporat în detergenți și săpunuri pentru spălarea vaselor.

## Legături externe
- en Acid gluconic pe NIST.gov Arhivat în 24 septembrie 2019, la Wayback Machine.
- fr ChemSub Online: D-Gluconic acid.